# Акорзи (Ређо Емилија)
Акорзи (итал. Accorsi) је насеље у Италији у округу Ређо Емилија, региону Емилија-Ромања.
Према процени из 2011. у насељу је живело 25 становника. Насеље се налази на надморској висини од 18 м.